# Густав Амбергер
Густав Амбергер (нім. Gustav Amberger; 22 квітня 1887, Інгольштадт — ?) — німецький офіцер-підводник, капітан-лейтенант рейхсмаріне.

## Біографія
1 квітня 1906 року вступив на флот. Учасник Першої світової війни. З 1 серпня 1917 року — командир підводного човна SM U-80, з 31 жовтня 1917 року — SM U-58. 17 листопада 1917 року човен був потоплений біля південного узбережжя Ірландії глибинними бомбами американського есмінця «Феннінг». 2 члени екіпажу загинули, 36 (включаючи Амбергера) були врятовані і взяті в полон. 23 серпня 1920 року звільнений у відставку.
Всього за час бойових дій потопив 5 кораблів загальною водотоннажністю 9379 тонн.
| Дата              | Назва корабля | Тип        | Тоннаж | Вантаж             | Загиблі | Країна             |
| ----------------- | ------------- | ---------- | ------ | ------------------ | ------- | ------------------ |
| 15 серпня 1917    | Hylas         | Пароплав   | 4,240  | Льон               | 0       | Британська імперія |
| 16 серпня 1917    | Caroline Kock | Вітрильник | 316    | Сіль               | 1       | Данія              |
| 25 серпня 1917    | Юнона         | Пароплав   | 3,462  | Кріпильні стояки   | ?       | Російська імперія  |
| 6 вересня 1917    | Tuskar        | Пароплав   | 1,159  | Генеральні вантажі | 10      | Британська імперія |
| 14 листопада 1917 | Dolly Varden  | Вітрильник | 202    | Баласт             | 0       | Британська імперія |

## Звання
- Морський кадет (1 квітня 1906)
- Фенріх-цур-зее (6 квітня 1907)
- Лейтенант-цур-зее (30 вересня 1909)
- Оберлейтенант-цур-зее (19 вересня 1912)
- Капітан-лейтенант (13 січня 1917)

## Нагороди
- Залізний хрест 2-го і 1-го класу
- Ганзейський хрест (Гамбург)
- Орден «За військові заслуги» (Баварія) 4-го класу з мечами